# Marek Cecyliusz Metellus (pretor 206 p.n.e.)
Marcus Caecilius Metellus Denter – rzymski pretor w roku 206 p.n.e.
Członek wpływowego plebejskiego rodu rzymskiego Cecyliuszy, syn Lucjusza Cecyliusza Metellusa Dentera, konsula w 251 p.n.e. W 216 p.n.e. brał udział w bitwie pod Kannami i po klęsce Rzymian, znalazł się wśród uciekinierów w Kaluzjum. Tam w obliczu nieszczęcia i utraty nadziei grupa młodych nobilów z Markiem Metellusem na czele planowała opuszczenie Italii. Zamiar ten pokrzyżował Publiusz Korneliusz Scypion, wymuszając na nich przysięgę wierności dla Rzymu i przejmując dowództwo nad uchodźcami w.
W 214 p.n.e. sprawował funkcję kwestora. Owcześni cenzorzy, Publiusz Furiusz Filus i Marek Atiliusz Regilus, uznali tych co po klęsce pod Kannami nosili się z zamiarem opuszczenia Italii, a którym przewodził Marek Cecyliusz, za winnych spiskowania na szkodę rzeczypospolitej. Metellus został pozbawiony konia państwowego i zdegradowany przez przeniesienie z centurii jazdy do najniższej klasy ludności
W 213 p.n.e. został wybrany trybunem ludowym i wezwał do odpowiedzialności przed ludem cenzorów, którzy w poprzednim roku go ukarali. Dziewięciu innych trybunów, jego kolegów w urzędzie, sprzeciwiło się temu i cenzorzy zostali uwolnieni.
W 209 p.n.e. cenzorowie Marek Korneliusz Cetegus i Publiusz Semproniusz Tuditianus ustalając członków senatu usunęli z jego składu Marka Cecyliusza Metellusa jako niesławnego inicjatora planu opuszczenia Italii.
W 208 p.n.e. został wraz z Gajuszem Mamiliuszem edylem plebejskim. Przeprowadzili dwudniowe igrzyska plebejskie oraz postawili w świątyni Cerery trzy posągi.
W 206 p.n.e. został pretorem miejskim, a po Kwintusie Mamiliuszu przejął obowiązki pretora do spraw między obywatelami a obcymi.
W 205 p.n.e. wszedł w skład poselstwa wysłanego przez Rzym do Attalosa króla Pergamonu. Attalos w dowód przyjaźni przekazał Rzymianom święty kamień z Pesynuntu we Frygii, uważany za matkę bogów. Kamień został uroczyście sprowadzony przez poselstwo do Rzymu.